# Shikama
Shikama (色麻町, Shikama-machi) est un bourg du district de Kami, dans la préfecture de Miyagi, au Japon.

## Géographie

### Démographie
Au 1er décembre 2014, la population de Shikama s'élevait à 7 210 habitants répartis sur une superficie de 109,23 km2.